# 단락구분

## 단락(paragraph)
1.글의 한 토막
2.내용 전개에 따라 글을 시각적으로 구분하는 단위.
3.컴퓨터프로그램에서 글마디표를 입력하여 구분한 글 영역

## 시대 양식의 완성
단락은 하나의 생각과 주장이 마무리되는 한 토막의 글을 의미한다. 우리가 사용하는 문자는 자소가 모여 낱글자되고, 낱글자가 모여 낱말이된다. 그렇게 낱말이 모여 문장이 되고, 문장이 모여 하나의 소주제가 마무리가 되면 단락이 된다. 이렇게 만들어진 단락은 시대의 따라서 다양한 구분 방식을 갖게 된다.
한 토막의 글을 구분하는 타이포그래피 방법에 따라서 시대 양식은 명확한 구분을 갖게 된다. 단락이 하나의 생각 혹은 주장을 담고 있다는 점에서 "단락은 어떻게 구분 하는가"가 시대양식을 구분하는 시작점이 될 수 있다. 
단락을 구분하는 방법은 관습적으로 다섯가지 방법이 사용되고 있다. 단락구분도 문자정렬과 마찬가지로 시대양식 구분의 이미지 사건을 갖는다. 단락구분과 문자정렬의 조합에 따라서 이러한 양식을 적절히 표현할 수도 있으며, 전혀 다른 이미지 사건을 표현할 수도 있다. 단락구분에 대한 이해는 세세한 판짜기가 갖고있는 다양한 이미지에 대한 충성한 이해를 가능하게 한다.

## 단락구분(paragraph division)
'단락구분'은 독자에세 단락이 바뀌었음을 표시하는 역할을 한다. 이는 하나의 작은 무리의 내용이 마무리되고, 다음 내용이 시작되는 구분점이다. 짧은 순간이지만 이러한 구분을 통해 독자는 앞선 내용을 충분히 이해할 시간을 가지며 , 다음 내용에 대한 맥락을 파악하는 시간을 갖는다.
단락을 구분하는 방법에는 여러 가지가 있는데 대체로 '첫 줄을 들여짜기'하는 것과 단락사이에 '글줄을 비우는' 두가지 방법이 가장 일반적으로 사용되고 있다. 단락구분 방식과 문자정렬은 하나의 조합으로 연결되어 판짜기 되는데, 둘의 조합에 따라서 다양한 타이포그래피 양식의 의도와 연결된다. 그래서 단락을 구분할 때는 항상 문자정렬과 함께 고려되어야 한다.
관습적인 단락구분이라는 것은 시대적 이미지 사건들을 함축하고 있는 정렬방식들을 이야기한다.

## 단락을 구분하는 방법
단락구분도 문자정렬과 마찬가지로 시대 양식 구분의 이미지 사건을 갖는다. 단락구분과 문자정렬의 조합에 따라서 이러한 양식을 적정히 표현할수도 있으며, 전혀 다른 이미지 사건을 표현할 수 있다. 단락구분에 대한 이해는 세세한 판짜기가 갖고있는 다양한 이미지 사건의 풍성한 이해를 가능하게 한다.
단락을 구분하는 방법은 관습적으로 다섯가지 방법이 사용되고 있다. 관습적인 단락구분이라는 것은 시대적 이미지 사건들을 함축하고 있는 정렬방식들을 이야기한다. 이러한 단락구분 방식에는 총 5가지가 있는데 들여짜기, 내어짜기, 글줄비우기, 단락 구분하지않기, 글머리기호 등이 대표적이다.

#### 1.첫 줄 들여짜기
들여짜기는 '전체 들여짜기'와'첫 줄 들여짜기'가 있는데 단락구분에는 보통 '첫 줄 들여짜기'를 사용한다. 첫 줄 들여짜기는 일반적으로 단락을 구분하기 위해 가장 많이 사용되는 방법으로 단락이 새로 시작될때 첫 줄만 들여짜기 것을 말한다. 이때 첫줄을 들여짜는 정도는 라틴 알파벳과 한글에 따라 다른 기준이 적용된다.
라틴 알파벡은 보통 전각 한 칸 정도 비우는데, 만약 글줄길이가 길다면 특별한 의도가 있을때 두칸 혹은 그 이상으로 들여짤수있다.반면 한글의 경우 라틴 알파벳보다 대체로 글줄사이 공간을 넓게 사용하기 때문에 글줄보내기 정도 간격을 들여짜는것이 적절하다. 한글도 글줄길이가 적절한 길이보다 긴 경우 더 들여짤 수 있다. 문자정렬중 '양끝맞추기'와 '왼끝 맞추기'에 적당한 단락구분 방식이다.
단락 첫 줄 들여짜기는 주의해야 할 점이 있는데, 전체 글의 첫 단락은 달락구분을 표시하지 않는다는 것이다. 첫 단락은 이미 단락이 구분되었음이 시각적으로 인지되기 때문에 들여짜지 않으며, 첫 단락을 들여짤 경우 이부분이 시각적으로 두드러져 보이기 때문이다.

#### 2.글줄비우기(Blank line)
단락과 단락 사이에 '한 줄'혹은 '반줄'을 비워 줌으로써 단락을 구분하는 방법을 말한다. 보통은 한 줄을 비우는데, 본문이 2단짜기 이상인 경우 인접해 있는 단과 글줄을 항상 정렬할 수 있는 장점이 있다. 글줄비우기 방식의 경우 문자정렬 중 '양끝 맞추기'보다 '왼끝맞추기'에 적합한 방식이다. 이는 양끝 맞추기의 경우 사각형으로 형성된 단락 판짜기 사각 형태가 한줄 비워진 단락을 더 강조하는 효과가 발생해 더 두드러지게 만들기 때문이다. 그래서 글줄비우기 단락구분 방식은 현대주의 타이포그래퍼들이 주로 사용했던 방식이다.
또한 주의해야 할 점이 있는데 글줄비우기 단락구분을 하는 경우 단락 글줄의 끝이 판면끝에 걸쳐서 단락을 쭉 분리해야 할 경우에 절대로 단락을 분리하지 않는다. 이때는 단락 전체를 다음 단으로 넘김으로써 각 단을 단락별로 흘려준다.이는 글줄비우기 된 단락이 판면 끝에서 분리되어 단락구분이 모호해 보이는 현상을 피하기 위함이다.
또한 이렇게 여백으로 리듬을 만들어 주는 방식때문에 여백 활용이 제한적인 작은 판형의 전단짜기에서는 잘 사용하지 않는다. 

#### 3.단락 구분하지 않기
단락과 단락을 구분을 위한 들여짜기나 글줄비우기 등을 하지 않는 것을 말한다. 그래서 새로운 단락을 찾는 시각 단서는 이전 단락이 끝나는 글줄길이에 달려있다, 이때 앞 단락 마지막의 글줄길이가 단락 전체의 글줄길이보다 짧아야 독자들이 단락이 구분되는 지점을 찾을수 있다, 이러한 특징 탓에 읜끝맞추기 문자정렬에서는 사용할 수 없고, 양끝맞추기에 적절한 단락구분 방식이다. 
단락 구분라지 않기는 현대적 판짜기 방식에서 가장 많은 텍스트를 넣을 수 있는 방식인 탓에 잡지 등의 많은 정보를 제한된 판면 안에 넣어야할 때 적합한 방식이다.

#### 4.첫 줄 내어짜기
'첫 줄 내어짜기'는 '첫 줄 들여짜기'와 반대로 단락이 새로 시작될 때 시작되는 첫 글줄을 단락의 시작점보다 내어짜는 것을 말한다. 이 때 내어짜는 간격도 첫 줄 들여짜기와 같은 규칙이 적용된다. 
다만 .첫 줄 내어짜기'는 '첫 줄 들여짜기'와 다르게 첫 단락의 첫줄을 함께 내어짠다. 이는 내어짜기가 시각적으로 두드러지는 방식이기 때문에 첫 줄을 내어짜지 않으면 단락의 시작이 더 강조되어 보이기 때문이다. 왼끝맞추기와 양끝맞추기 모두 사용되며, 시각적으로 가장 두드러지는 방법이다. 금속활자에서는 기술적으로 어려운 판짜기 방식이기 때문에 사용되지 않았고, 사진 활자와 디지털 활자로 넘어오면서 적극적으로 사용되었다. 특히 판짜기 방식의 다양성을 중요시 여기는 탈현대주의 양식에서 주로 사용되었다.

#### 5.장식적 요소 사용하기
장식적 요소를 사용하여 문단을 구분하는 것은 인쇄술 초창기에 사용되었던 방법이다. 고전적인 문자정렬 방식인 양끝맞추기와 주로 사용된다. 단락과 단락이 구분되는 지점에 단락의 끝과 시작을 붙여짜고, 장식적 요소를 배치함으로써 단락을 구분하는 효과를 이용한 방법이다. 전통적으로 "¶"모양이 활용되었다. 
이러한 단락구분 방식은 강제양끝맞추기를 사용하여도 모두 연결된 단락탓에 각 줄의 배자 공간을 확보하기가 수월하였다. 이러한 특징 때문에 고전적인 판짜기 방식에서 주로 활용되었으며, 강제 양끝맞추기에서 일정한 배자가 가능하게 한 단락구분 방식이기도 하다.
현재는 글마디표 뿐만 아니라 기타 장식적 요소들도 사용가능하다. 다만 기호의 형태에 따라 앞뒤의 공간을 충분히 확보해 주어야한다. 시각적으로 두드러지는 요소를 사용할 때는 공간이 좁아도 되지만, 문자의 형태가 비슷할 때는 앞뒤 공간을 확보해 주어야 한다.

## 단락구분의 시대적 양식
본문 활자짜기 양식은 시대적으로 변화해 왔는데 대체로 아래와 같은 양식으로 두드러진다. 특정 양식이 역사 안에서 대표적인 단락구분으로 사용되어 왔고, 이러한 방식은 시대를 대표하는 본문 타이포그래피 양식을 만든다. 각 시대별로 아래의 야식 이외에도 다양한 방법이 사용되었기 때문에 대표적인 양식으로서 기억해야한다.

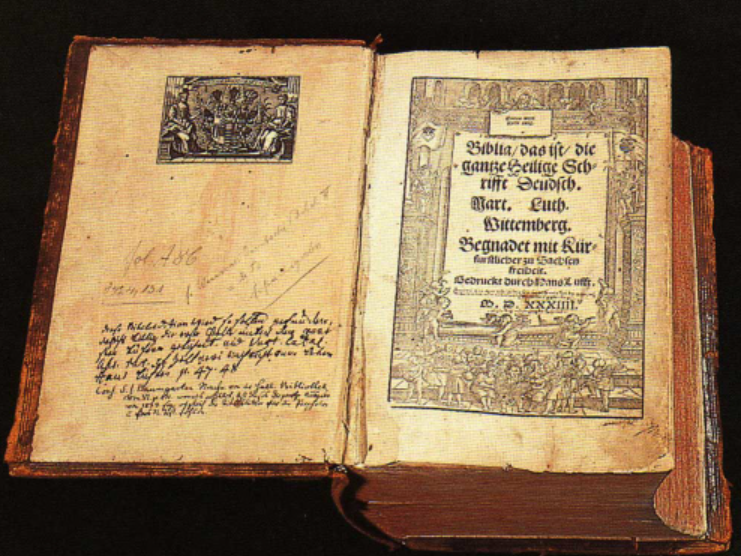
고전주의 타이포그래피 대표 양식 중 하나

### 고전주의타이포그래피대표 양식

#### 초기 고전주의:
강제 양끝 맞추기+장식 요소 사용하기

#### 후기 고전주의:
양끝 맞추기+첫 줄 들여쓰기

### 현대주의 타이포그래피 대표 양식

#### 초기 현대주의:

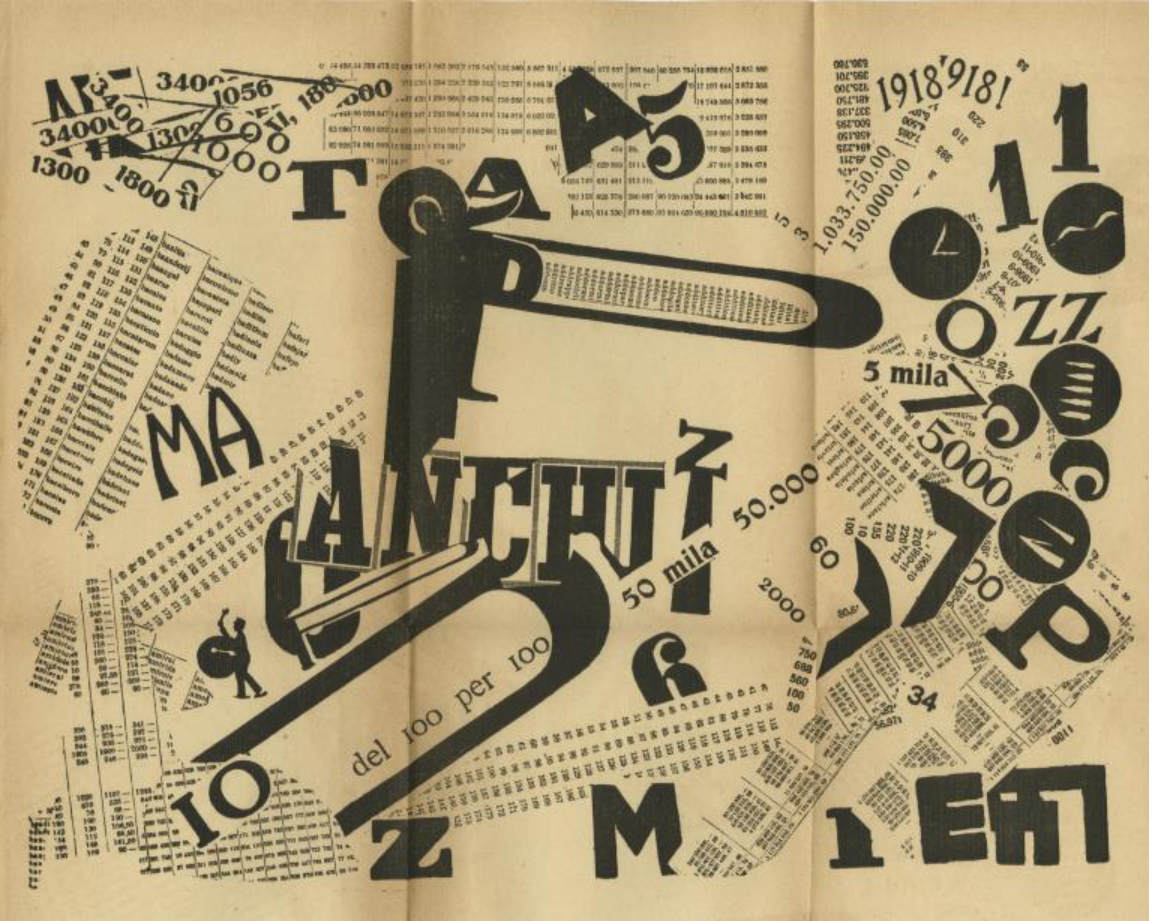
인이자 화가 필리포 마리네티가 처음으로 미래주의 선언문을 프랑스 일간지인 <르 피가로>1면에 실으며 미래주의의 출범을 알렸다.

왼끝 맞추기+한 줄 비우기

#### 후기 현대주의:
왼끝 맞추기+첫 줄 들여쓰기
양끝 맞추기+단락 구분 하지 않기

### 탈현대주의 타이포그래피 대표 야식
첫 줄 내어짜기+양끝맞추기
첫 줄 내어짜기+왼끝맞추기

## 단락구분하기
'단락구분'은 언제나 단락이 구분되었음을 표현하는 정도에 머물러야한다. 구분이 과도한 경우는 특별한 의도가 있어야하며, 반대로 구분이 약한 경우는 오히려 단락 시작을 모호하게 한다. 그래서 과도한 구분을 방지하기위해 두 가지 이상의 단락구분 방식을 함께 사용하지않는다. 
예를들어 '들여짜기'와 '글줄 비우기'를 함께 사용할 경우 필요 이상의 구분을 만들어 글을 읽는 흐름을 방해한다. 단락구분은 타이포그래피 전체의 분위기를 좌우하기 때문에 기존의 다섯 가지 방법을 토대로 새로운 단락 구분 양식을 연구하고 표현함으로 다양한 분위기를 연출할 수 있다.